# Бодорова
Бодорова (слч. Bodorová) насељено је мјесто са административним статусом сеоске општине (слч. obec) у округу Турчјанске Тјеплице, у Жилинском крају, Словачка Република.

## Становништво
| Година:    | 1994. | 2004.    | 2014.   | 2024.   |
| ---------- | ----- | -------- | ------- | ------- |
| Број људи: | 211   | 261      | 243     | 240     |
| Разлика:   |       | +23,69 % | -6,89 % | -1,23 % |

| Година:    | 2023. | 2024.   |
| ---------- | ----- | ------- |
| Број људи: | 235   | 240     |
| Разлика:   |       | +2,12 % |

Према подацима о броју становника из 2011. године насеље је имало 243 становника.